# رانتشو كوكامونغا (كاليفورنيا)
رانتشو كوكامونغا (بالإنجليزية: Rancho Cucamonga )‏ هي إحدى مدن مقاطعة سان بيرناردينو، كاليفورنيا. تم إعطاءها لقب مدينة في 30 نوفمبر، 1977.

## التركيبة السكانية
حدّد مكتب تعداد الولايات المتحدة بيانات التركيبة السكانية لرانتشو كوكامونغا في تعداد الولايات المتحدة. في ما يلي، التركيبة السكانية حسب تعدادي 2000 و2010.

### تعداد عام 2000
بلغ عدد سكان رانتشو كوكامونغا 127,743 نسمة بحسب تعداد عام 2000، وبلغ عدد الأسر 40,863 أسرة وعدد العائلات 31,827 عائلة مقيمة في المدينة. في حين سجلت الكثافة السكانية 1,229.4 نسمة لكل كيلومتر مربع (3,184.1/ميل2). وبلغ عدد الوحدات السكنية 42,134 وحدة بمتوسط كثافة قدره 405.5 لكل كيلومتر مربع (1,050.2/ميل2).
وتوزع التركيب العرقي للمدينة بنسبة 66.53% من البيض و7.87% من الأمريكيين الأفارقة و0.67% من الأمريكيين الأصليين و5.99% من الأمريكيين ذوي الأصول الآسيوية و0.27% من سكان جزر المحيط الهادئ و13.25% من الأعراق الأخرى و5.41% من عرقين مختلطين أو أكثر و27.78% من الهسبانيون أو اللاتينيون من أي عرق.
بلغ عدد الأسر 40,863 أسرة كانت نسبة 48.8% منها لديها أطفال تحت سن الثامنة عشر تعيش معهم، وبلغت نسبة الأزواج القاطنين مع بعضهم البعض 60.2% من أصل المجموع الكلي للأسر، ونسبة 12.8% من الأسر كان لديها معيلات من الإناث دون وجود شريك، بينما كانت نسبة 4.9% من الأسر لديها معيلون من الذكور دون وجود شريكة وكانت نسبة 22.1% من غير العائلات. تألفت نسبة 16.8% من أصل جميع الأسر من عدة أفراد يعيشون في نفس المنزل ونسبة 4.1% كانت تتألف من شخص يعيش بمفرده يبلغ من العمر 65 عاماً أو أكثر. وبلغ متوسط حجم الأسرة المعيشية 3.04، أما متوسط حجم العائلات فبلغ 3.44.
بلغ العمر الوسطي للسكان 32.2 عاماً. وكانت نسبة 29.8% من القاطنين تحت سن الثامنة عشر، وكانت نسبة 9.2% بين الثامنة عشر والرابعة والعشرين عاماً، ونسبة 31.5% كانت واقعةً في الفئة العمرية ما بين الخامسة والعشرين والرابعة والأربعين عاماً، ونسبة 20.7% كانت ما بين الخامسة والأربعين والرابعة والستين، ونسبة 6% كانت ضمن فئة الخامسة والستين عاماً فما فوق. يوجد لكل 100 أنثى 96.4 ذكر، ويوجد لكل 100 أنثى في الثامنة عشر من عمرها فما فوق 92.9 ذكر.
بلغ متوسط دخل الأسرة في المدينة 60,931 دولارًا، أما متوسط دخل العائلة فبلغ 66,446 دولارًا. وكان متوسط دخل الذكور 47,363 دولارًا مقابل 32,113 دولارًا للإناث. وسجل دخل الفرد الخاص بالمدينة 23,702 دولارًا. وكانت نسبة 4.9% من العائلات ونسبة 7.1% من السكان تحت خط الفقر، وكان من هؤلاء نسبة 8.2% تحت سن الثامنة عشر ونسبة 7.3% في الخامسة والستين من العمر وما فوق.

### تعداد عام 2010
بلغ عدد سكان رانتشو كوكامونغا 165,269 نسمة بحسب تعداد عام 2010، وبلغ عدد الأسر 54,383 أسرة وعدد العائلات 41,304 عائلة مقيمة في المدينة. في حين سجلت الكثافة السكانية 1,590.5 نسمة لكل كيلومتر مربع (4,119.4/ميل2). وبلغ عدد الوحدات السكنية 56,618 وحدة بمتوسط كثافة قدره 544.9 لكل كيلومتر مربع (1,411.3/ميل2).
وتوزع التركيب العرقي للمدينة بنسبة 61.96% من البيض و9.22% من الأمريكيين الأفارقة و0.69% من الأمريكيين الأصليين و10.41% من الأمريكيين ذوي الأصول الآسيوية و0.27% من سكان جزر المحيط الهادئ و12.03% من الأعراق الأخرى و5.42% من عرقين مختلطين أو أكثر و34.91% من الهسبانيون أو اللاتينيون من أي عرق.
بلغ عدد الأسر 54,383 أسرة كانت نسبة 42.4% منها لديها أطفال تحت سن الثامنة عشر تعيش معهم، وبلغت نسبة الأزواج القاطنين مع بعضهم البعض 56.1% من أصل المجموع الكلي للأسر، ونسبة 13.8% من الأسر كان لديها معيلات من الإناث دون وجود شريك، بينما كانت نسبة 6% من الأسر لديها معيلون من الذكور دون وجود شريكة وكانت نسبة 24% من غير العائلات. تألفت نسبة 18.3% من أصل جميع الأسر من عدة أفراد يعيشون في نفس المنزل ونسبة 4.9% كانت تتألف من شخص يعيش بمفرده يبلغ من العمر 65 عاماً أو أكثر. وبلغ متوسط حجم الأسرة المعيشية 2.98، أما متوسط حجم العائلات فبلغ 3.41.
بلغ العمر الوسطي للسكان 34.5 عاماً. وكانت نسبة 25.7% من القاطنين تحت سن الثامنة عشر، وكانت نسبة 10.5% بين الثامنة عشر والرابعة والعشرين عاماً، ونسبة 29.4% كانت واقعةً في الفئة العمرية ما بين الخامسة والعشرين والرابعة والأربعين عاماً، ونسبة 26.4% كانت ما بين الخامسة والأربعين والرابعة والستين، ونسبة 7.9% كانت ضمن فئة الخامسة والستين عاماً فما فوق. وتوزع التركيب الجنسي للسكان بنسبة 49.4% ذكور و50.6% إناث.

## المناخ
يظهر الجدول التالي التغييرات المناخية على مدار السنة لرانتشو كوكامونغا:
| البيانات المناخية لـرانتشو كوكامونغا | البيانات المناخية لـرانتشو كوكامونغا | البيانات المناخية لـرانتشو كوكامونغا | البيانات المناخية لـرانتشو كوكامونغا | البيانات المناخية لـرانتشو كوكامونغا | البيانات المناخية لـرانتشو كوكامونغا | البيانات المناخية لـرانتشو كوكامونغا | البيانات المناخية لـرانتشو كوكامونغا | البيانات المناخية لـرانتشو كوكامونغا | البيانات المناخية لـرانتشو كوكامونغا | البيانات المناخية لـرانتشو كوكامونغا | البيانات المناخية لـرانتشو كوكامونغا | البيانات المناخية لـرانتشو كوكامونغا | البيانات المناخية لـرانتشو كوكامونغا |
| الشهر                                | يناير                                | فبراير                               | مارس                                 | أبريل                                | مايو                                 | يونيو                                | يوليو                                | أغسطس                                | سبتمبر                               | أكتوبر                               | نوفمبر                               | ديسمبر                               | المعدل السنوي                        |
| ------------------------------------ | ------------------------------------ | ------------------------------------ | ------------------------------------ | ------------------------------------ | ------------------------------------ | ------------------------------------ | ------------------------------------ | ------------------------------------ | ------------------------------------ | ------------------------------------ | ------------------------------------ | ------------------------------------ | ------------------------------------ |
| الدرجة القصوى °ف (°م)                | 90 (32)                              | 90 (32)                              | 97 (36)                              | 110 (43)                             | 107 (42)                             | 115 (46)                             | 112 (44)                             | 111 (44)                             | 112 (44)                             | 110 (43)                             | 98 (37)                              | 93 (34)                              | 115 (46)                             |
| متوسط درجة الحرارة الكبرى °ف (°م)    | 66.2 (19.0)                          | 68.5 (20.3)                          | 69.3 (20.7)                          | 74.3 (23.5)                          | 79.0 (26.1)                          | 86.0 (30.0)                          | 93.9 (34.4)                          | 93.7 (34.3)                          | 89.4 (31.9)                          | 82.2 (27.9)                          | 72.3 (22.4)                          | 66.9 (19.4)                          | 78.4 (25.8)                          |
| متوسط درجة الحرارة الصغرى °ف (°م)    | 41.4 (5.2)                           | 43.0 (6.1)                           | 44.1 (6.7)                           | 46.9 (8.3)                           | 51.4 (10.8)                          | 55.9 (13.3)                          | 61.2 (16.2)                          | 62.1 (16.7)                          | 59.0 (15.0)                          | 53.2 (11.8)                          | 45.7 (7.6)                           | 41.4 (5.2)                           | 52.5 (11.4)                          |
| أدنى درجة حرارة °ف (°م)              | 25 (−4)                              | 29 (−2)                              | 30 (−1)                              | 33 (1)                               | 38 (3)                               | 43 (6)                               | 52 (11)                              | 51 (11)                              | 47 (8)                               | 40 (4)                               | 26 (−3)                              | 24 (−4)                              | 24 (−4)                              |
| معدل هطول الأمطار إنش (مم)           | 4.16 (106)                           | 5.14 (131)                           | 2.70 (69)                            | 1.10 (28)                            | 0.44 (11)                            | 0.21 (5.3)                           | 0.07 (1.8)                           | 0.04 (1.0)                           | 0.25 (6.4)                           | 0.93 (24)                            | 1.22 (31)                            | 1.42 (36)                            | 17.68 (450.5)                        |
| متوسط الأيام الممطرة (≥ 0.01 inch)   | 7.2                                  | 6.7                                  | 7.7                                  | 4.1                                  | 2.8                                  | 1.6                                  | 0.5                                  | 0.7                                  | 1.7                                  | 2.6                                  | 3.4                                  | 4.8                                  | 43.8                                 |
| المصدر:                              |                                      |                                      |                                      |                                      |                                      |                                      |                                      |                                      |                                      |                                      |                                      |                                      |                                      |

## أعلام
- بيري تي جونز
- مات جاكسون
- نيك جاكسون
- يونغ نوبل
- أديسون ريد
- ريكي آدامز
- راندي شتاين
- سبيدر يورجنسن